# پهنا
پهنا (بن)، روستایی از توابع بخش شیدا، شهرستان بن در استان چهارمحال و بختیاری ایران است.

## جمعیت
این روستا در بخش شیدا زاینده‌رود جنوبی قرار دارد و براساس سرشماری مرکز آمار ایران در سال ۱۳۹۰، جمعیت آن ۳۱۲ نفر (۸۹خانوار) بوده‌است.